# Reserva de Fauna dos Ocapis
A Reserva de Fauna dos Ocapis localiza-se na floresta de Ituri, no nordeste da República Democrática do Congo, perto das fronteiras com o Sudão e com o Uganda. Tem aproximadamente 14.000 quilômetros quadrados e cobre aproximadamente um quinto da área da floresta. Foi declarada Património Mundial da UNESCO em 1996.
Como diz o nome, a reserva abriga boa parte da população mundial de ocapis, animal aparentado à girafa.